# Pleurota gallicella
Pleurota gallicella é uma espécie de insetos lepidópteros, mais especificamente de traças, pertencente à família Oecophoridae.
A autoridade científica da espécie é Huemer & Luquet, tendo sido descrita no ano de 1995.
Trata-se de uma espécie presente no território português.